# Incheon United Football Club
Incheon United FC é um clube de futebol da Primeira Divisão, conhecida como K-League, do futebol sul-coreano. Foi fundado em 2003

## Elenco atual
- Atualizado em 30 de abril de 2021.

Legenda
- : Capitão
- : Prata da casa

## Futebolistas famosos
- Alpay Özalan
- Jasmin Agić
- Masakiyo Maezono
- Choi Tae-Uk
- Kim Chi-Woo
- Lee Jung-Soo
- Blaže Ilioski
- Dragan Mladenović
- Dejan Damjanović
- Dženan Radončić

## Treinadores ao longo do tempo
| Nome            | Início do trabalho     | Fim do trabalho        |
| --------------- | ---------------------- | ---------------------- |
| Werner Lorant   | 24 de setembro de 2003 | 31 de agosto de 2004   |
| Chang Woe-Ryong | 31 de agosto de 2004   | 3 de janeiro 2005      |
| Chang Woe-Ryong | 3 de janeiro 2005      | 25 de janeiro 2007     |
| Park I-Cheon    | 25 de janeiro 2007     | 20 de dezembro de 2007 |
| Chang Woe-Ryong | 20 de dezembro de 2007 | 9 de dezembro de 2008  |
| Ilija Petković  | 29 de janeiro de 2009  | 8 de junho de 2010     |
| Kim Bong-Kil    | 27 de junho de 2010    | 21 de agosto de 2010   |
| Huh Jung-Moo    | 23 de agosto de 2010   | 11 de abril de 2012    |
| Kim Bong-Kil    | 12 de abril de 2012    |                        |